# Petrivka (Distretto di Bolhrad)
Petrivka (in ucraino Петрівка?; in russo Петровка?, Petrovka; in romeno Ceaga) è un villaggio dell’Ucraina situato nel distretto di Bolhrad, a sua volta nell’oblast' di Odessa. Contava 1 436 abitanti al censimento del 2001.